# Rubina Saigol
Rubina Saigol (fallecida el 27 de agosto de 2021) fue una académica feminista, educadora y activista por los derechos de las mujeres pakistaní.

## Biografía
Saigol obtuvo un doctorado en educación de la Universidad de Rochester y una maestría en Psicología del Desarrollo en la Universidad de Columbia.

## Carrera
Escribió varios libros sobre temas de género, nacionalismo e identidad. Su libro 'The Pakistan Project: A Feminist Perspective on Nation & Identity' examina 'la genealogía inestable de esta idea de Pakistán desde Sir Syed Ahmed Khan y MA Jinnah hasta Zia ul-Haq, a través de una lente de género, exponiendo así sus muchas, a menudo contradictorias, premisas y supuestos.
Su trabajo académico ha aparecido en varias revistas de investigación nacionales e internacionales. Sus publicaciones abarcan diversos temas, como el feminismo, el género dentro del discurso educativo, y el nacionalismo y la lucha contra el terrorismo. Su trabajo también ha sido citado extensamente en publicaciones académicas y periodísticas. La Comisión de Educación Superior (HEC) de Pakistán recomienda sus publicaciones sobre género y feminismo en el país como lectura obligatoria para múltiples cursos de pregrado y posgrado.